# Aiutaia
Ayutthaya, ou raramente mencionada como Aiutaia (em tailandês: พระนครศรีอยุธยา; romaniz.: Ayutthaya ou Ayudhya; de nome completo: Phra Nakhon Si Ayutthaya) é a capital da província tailandesa de Aiutaia. Foi fundada em 1350 pelo rei U-Tongue, que transformou-a na capital do Reino de Aiutaia ou Sião, uma posição que manteve até 1767.
A cidade de Ayutthaya é considerada como Patrimônio Mundial da UNESCO, a cidade é praticamente uma cidade de ruínas, sendo caracterizada por restos de torres e mosteiros budistas.

## Turismo
A cidade de Ayutthaya é repleta de templos antigos, e sua arquitetura é admirável. Devido a isto, Ayutthaya recebe inúmeros turistas ao longo do ano, os visitantes vão até a cidade para visitação das ruinas. Dentre os templos existentes na cidade, os que mais se destacam são:
- Wat Lokkayasutharam  Também conhecido como Buda reclinado, possui 37 metros de comprimento e 8 de altura.
- Wat Maha That  Famoso pela cabeça de buda que se encontra no meio das raízes de uma árvore no local.
- Wat Phra Si Sanphet  É constituído por um conjunto de 3 chedi, onde antigamente haviam instalações de um palácio, que posteriormente foi cedido para a construção do templo.

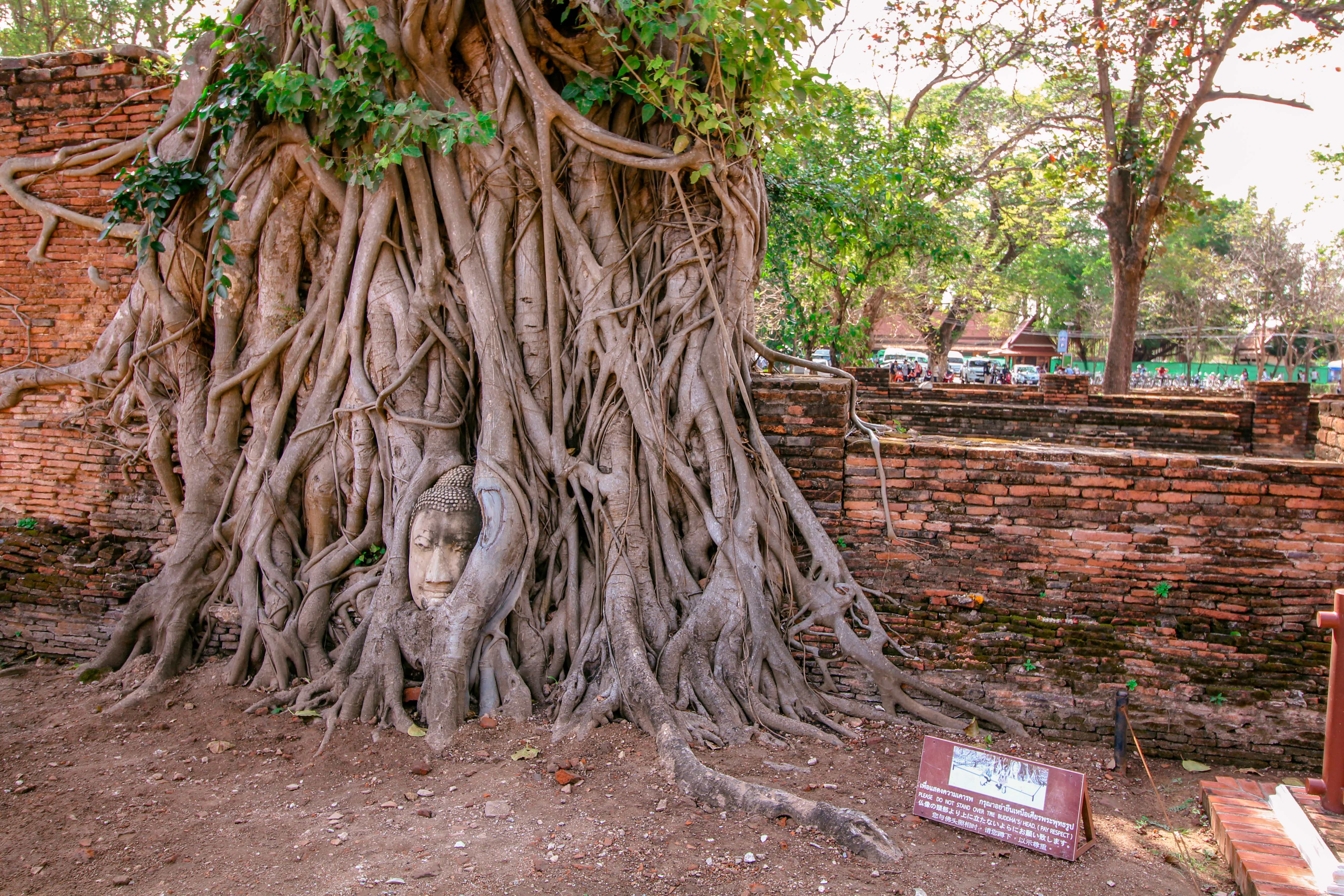
Wat Maha That

- Wat Yai Chaya MongkolWat Maha ThatUm dos templos mais visitados na cidade, nele é possível apreciar os chedi e inúmeras imagens de buda vestidas com um tecido amarelo.
- Wat Thammikarat  Este templo é cercado por estátuas de leões e galos, sendo um templo muito importante para os budistas.
- Wat Chai Watthanaram  Templo no estilo Khmer no ano de 1347, foi levantado por Jing Prasat Thong para celebrar a coroação sobre o Khmer.
- Wat Phra Ram  Este templo foi construído em 1369 no lugar onde o Rei Ramathibodi I foi cremado
- Wat Ratchaburana  O templo de Wat foi construído em 1424. Quando foi inaugurado, o Rei Boromrachthirat II estava no poder, no qual resolveu construir esse templo em cima do local onde seus dois irmãos foram cremados.
- Viharn Phra Mongkol Bophit  Este templo de 1538 foi construído pelo rei Chairacha para Wat Chi Chieng.